# Val Fontanabuona
La val Fontanabuona è una delle principali valli della città metropolitana di Genova, in Liguria, e si trova a nord del golfo Paradiso, del promontorio di Portofino, e del golfo del Tigullio.
È attraversata dalla strada statale 225 (chiamata della val Fontanabuona), e dalla strada provinciale 77 di Boasi, dove nasce la vallata. Via autostrada è raggiungibile dai caselli di Recco, Busalla, Genova-Est, Chiavari e Lavagna.
Conosciuta soprattutto per essere stata un feudo della potente dinastia dei Fieschi e per le sue numerose cave di pregiata ardesia, è situata nella parte di levante della provincia di Genova, nell'entroterra del golfo del Tigullio. Si sviluppa alle spalle del promontorio di Portofino ed ha nell'entroterra di Chiavari i suoi centri principali. Fanno parte della valle i comuni di Carasco, Cicagna, Cogorno, Coreglia Ligure, Favale di Malvaro, Leivi, Lorsica, Lumarzo, Moconesi, Neirone, Orero, San Colombano Certenoli e Tribogna.
Attraverso strade secondarie è accessibile tanto da nord-ovest, per la galleria di Boasi e il traforo delle Ferriere (Bargagli) quanto da sud-est (risalendo il corso del torrente Lavagna e transitando per i centri di Carasco, alla base del monte Carnella, e Cicagna, dove ha sede l'Ecomuseo "La via dell'ardesia").

## Geografia fisica
L'ardesia estratta dalle cave della val Fontanabuona è particolarmente richiesta per la fabbricazione di numerosi manufatti come tavoli da biliardo e lavagne (non a caso si vuole che una località della zona, Lavagna, appunto, prenda da esse il proprio nome); in tempi antichi era la pietra principale per realizzare i tetti e, nelle dimore nobiliari, i gradini delle scale e le panche delle case di Genova. Un particolare tipo di lastra viene utilizzato anche per cucinare la cosiddetta "bistecca alla ciappa" (ciappa significa in dialetto genovese lastra di pietra).

### Clima
La sua posizione parallela al mare e i contrafforti a nord piuttosto alti (alcuni ben oltre i 1000 metri) riparano parzialmente la val Fontanabuona dai freddi venti provenienti da nord e da nord-est durante i mesi invernali. Questo fattore orografico è decisivo per il clima, che è sostanzialmente mite, anche se i contrafforti a sud, più bassi ma comunque in grado di sfiorare i 1000 metri nell'alta valle, impediscono una piena influenza dell'azione temperata del tiepido mar Ligure.
I punti più esposti all'ingresso dei venti sono il nord-ovest (dove l'Appennino si abbassa fin sotto i 700 metri) e il sud-est (in corrispondenza dell'imbocco della valle, dove il torrente Lavagna – che la percorre tutta – si tuffa nel fiume Entella, appena dietro a Chiavari). Nell'alta valle, nel tardo inverno o a inizio primavera, il maestrale può occasionalmente portare la neve fino al piano e lo scirocco, per effetto stau, può scaricare grandi quantità di pioggia sui pendii esposti nella stagione autunnale e in quella invernale.
Tutta la valle ha precipitazioni abbondantemente superiori ai 1000 mm annui. Si raggiungono i 2000 mm sui contrafforti settentrionali e, in particolare, nell'alta valle del Neirone dove – in località Giassina – la Fontanabuona confina con la val Trebbia e la val d'Aveto. Importante è pure la quantità di pioggia che cade nell'alta valle (da Ferriere di Lumarzo in su) e sulle alture alle spalle del promontorio di Portofino. Il mese più secco è luglio ma anche in piena estate non mancano i temporali. La stagione tendenzialmente più piovosa è quella autunnale ma – soprattutto negli ultimi anni – la latitanza del flusso perturbato atlantico ha reso meno prevedibile la distribuzione delle piogge che, comunque, rimane poco lontana dalle medie trentennali in tutta la zona.
Nella stagione invernale la temperatura è mediamente compresa tra 0 e 10 gradi centigradi. Normalmente è dicembre il mese dei primi freddi e delle prime brinate nel fondovalle ma non sono mancati episodi di gelo anche a novembre. In pieno inverno le brinate possono raggiungere tutto il fondovalle. Le temperature più rigide, in casi di inversione termica, si registrano tra Gattorna e Ferriere dove – nelle zone in ombra - a volte la brina resiste per l'intera giornata. La neve compare quasi tutti gli anni al di sopra dei 200 metri, ma difficilmente è abbondante o persistente. La valle, infatti, quasi non risente degli effetti della famosa tramontana scura che periodicamente coinvolge le zone comprese tra Genova e Savona. I rilievi a nord sono infatti troppo alti per poter consentire alle depressioni sul mar Ligure di risucchiare aria fredda dalle zone padane verso questa valle. Le uniche zone marginalmente esposte alla tramontana scura sono quelle dell'alta valle. Sui rilievi a sud, invece, si hanno a volte temperature di 3/5 gradi superiori a quelle della città di Genova. Importanti episodi nevosi si verificano ogni 5-6 anni. Negli ultimi due decenni sono da menzionare le abbondanti nevicate del 28 febbraio 2001, del 5 marzo 2005, del 26-27 gennaio 2006 e l'ondata di gelo del febbraio 2012. Dal comune di Cicagna in giù verso Lavagna la neve è un evento raro perché la zona è più sensibile all'influsso del mar Ligure e perché l'eventuale "cuscino" di aria fredda è eroso più rapidamente.
Le estati sono caratterizzate da giornate calde e assolate e notti fresche; l'escursione termica è più pronunciata rispetto alla costa e il tasso di umidità nelle ore diurne è quasi sempre inferiore al 50%, con temperature generalmente comprese tra i 15 e i 30 gradi. Sempre in estate, in svariati casi le temperature massime possono superare anche di 3-4 gradi quelle delle località costiere e, durante le ondate di calore più intense, portarsi a ridosso dei 40 gradi nel fondovalle.

## Storia

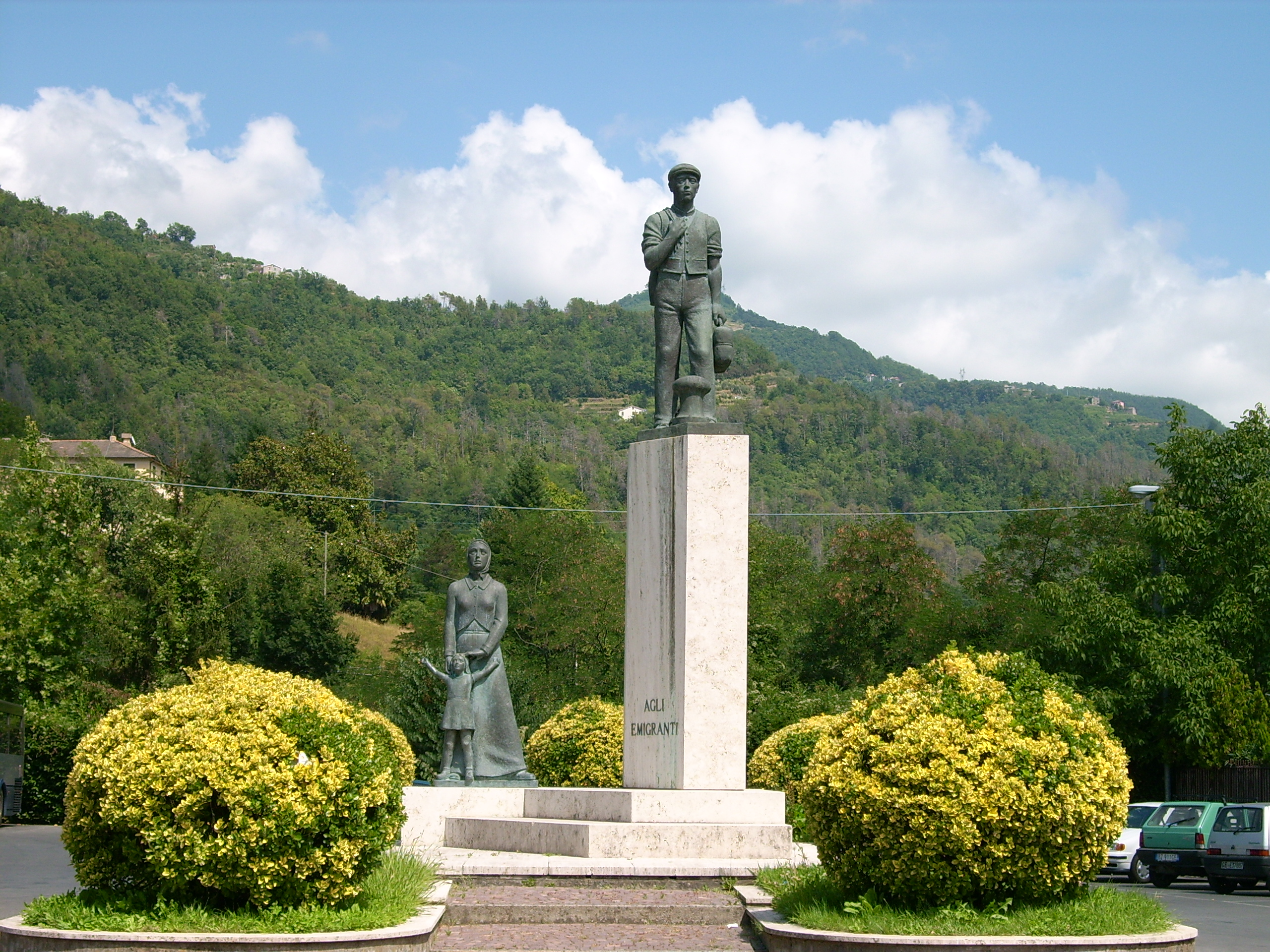
Il "Monumento all'emigrante" presso Monleone di Cicagna

### Storia
Il toponimo Fontanabuona (Fontann-a bonn-a in Lingua ligure), citato per la prima volta nel 1148 nel registro della Curia arcivescovile di Genova, prende il nome dalla presenza di un'antica fontana situata nella frazione di Castello, chiamata "fontana di Canà"nel comune di Favale di Malvaro. Gli abitanti del paese qui venivano a rifornirsi di questa pregiata acqua, tanto da aggiungerne la parola buona. Fu così che l'intera vallata prese il nome di Fontana Buona, ad oggi poi chiamata Fontanabuona.
La sua storia è parallela a quella della Repubblica di Genova - che divise la valle in tre aree comprese nei rispettivi capitaneati di Recco, Rapallo e Chiavari - e si snoda lungo otto secoli, dal 1147 al primo Ottocento. La famiglia Fieschi segnò un'importante presenza feudale nella valle e proprio nel borgo medievale di San Salvatore dei Fieschi (presso Cogorno) i nobili avevano residenza feudale con un proprio palazzo.
Il 26 dicembre 1896, a Lumarzo, in località Rossi, nacque Natalina Garaventa, futura madre di Frank Sinatra.
La valle, che fino al 2011 faceva parte della Comunità montana Fontanabuona e la cui importanza storica è testimoniata dalla presenza di numerosi palazzi signorili e antiche chiese, durante la seconda guerra mondiale fu campo di battaglia per numerose formazioni partigiane della Resistenza italiana.

### Terra di origine di Colombo?
Fonti storiche sostengono che la famiglia del navigatore genovese Cristoforo Colombo fosse originaria della val Fontanabuona, in particolare della zona di Terrarossa di Moconesi. A conferma del dato, tuttavia, non esistono documentazioni storiche.

### L'età napoleonica
L'età napoleonica vide numerose insorgenze anti-francesi manifestarsi in tutta la Penisola; per quanto riguarda la Liguria la Valle Fontanabuona fu uno dei maggiori epicentri di queste rivolte, spesso sobillate dal clero impaurito dalla neonata Repubblica Ligure, dai suoi provvedimenti dal sapore giacobino e soprattutto timoroso di veder cancellati i propri privilegi feudali. Il 4 settembre del 1797 i contadini della Fontanabuona presero le armi contro il governo e in difesa della religione; la zona, non a caso, nelle cronache dell'epoca, viene indicata come la «Vandea» ligure. 

### Le migrazioni

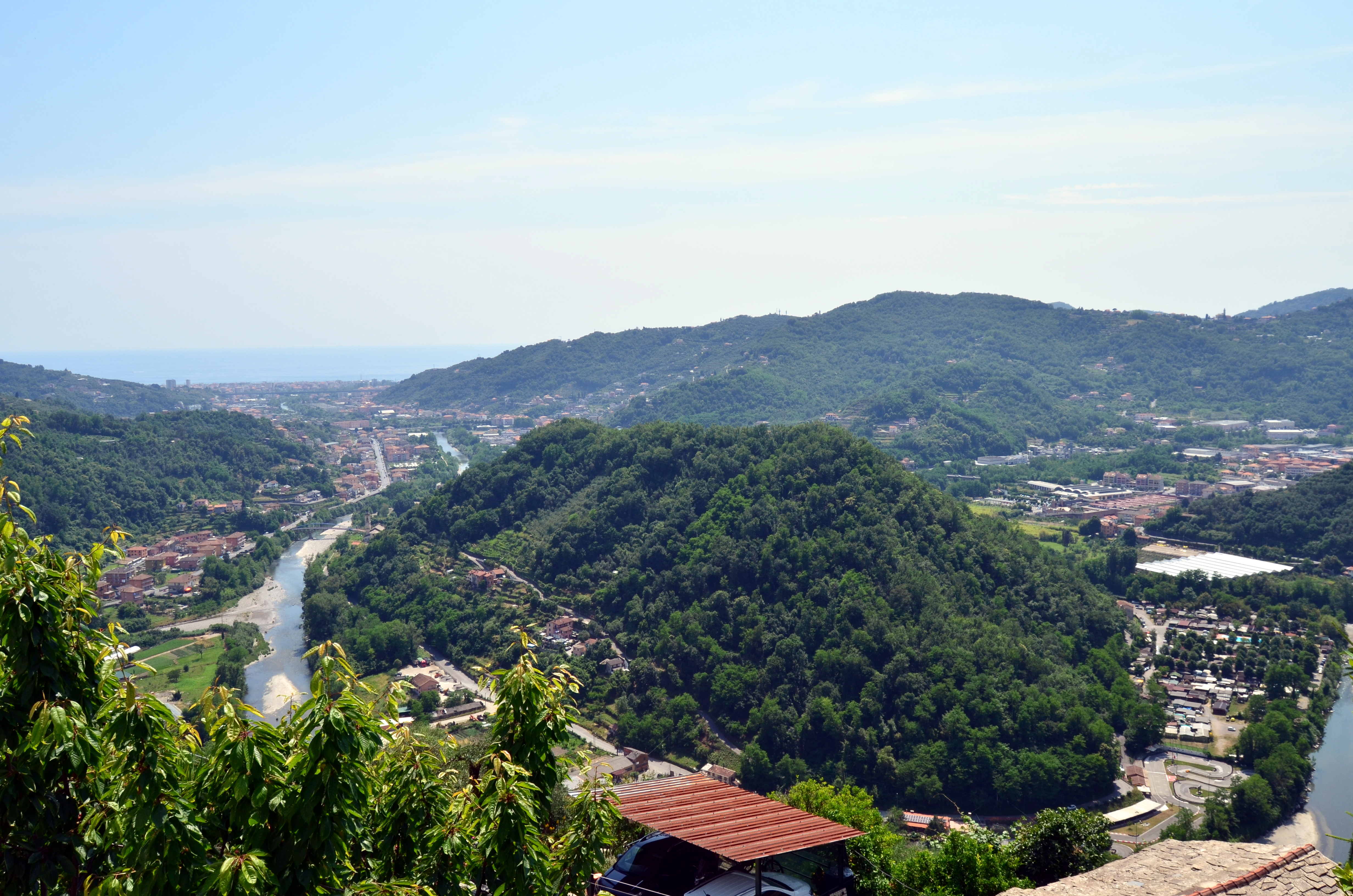
La vallata nella zona di Rivarola (Carasco)

La Fontanabuona fu percorsa, fin dall'Ottocento, da grandi emigrazioni verso l'estero che lasciarono un segno tangibile nei censimenti: comuni come Lumarzo e San Colombano Certenoli videro dimezzata la loro popolazione, mentre a Neirone è rimasto, dall'inizio dei flussi migratori, un abitante su quattro.
Le principali correnti migratorie estere sono tre:
- verso la Germania;
- verso gli Stati Uniti d'America;
- verso l'America Latina.

La prima, rivolta soprattutto verso le regioni amburghesi, coinvolse i comuni dell'alta Fontanabuona, ovvero Neirone, Moconesi, Tribogna e Lumarzo, e cominciò a delinearsi attorno al 1880. La peregrinazione (non si può in effetti parlare di migrazione in senso proprio, essendo uno spostamento stagionale) aveva come unico obiettivo il commercio dei giocattoli; questi piccoli e semplici balocchi artigianali venivano esibiti su piccoli tavolini ("fondini") lungo le strade affollate di bambini, che accorrevano numerosi per comprare ad esempio trombette, fischietti, pelouche, palloncini e girandole.
Ancora oggi è presente una Kleinesschimdtstrasse in alcune città amburghesi, una sorta di quartiere dove intere famiglie operavano in questo settore: a volte la migrazione diventava annuale.
A testimonianza di quei proficui periodi che alimentavano il passaggio di denaro in quella che era una valle piuttosto isolata, sta la costruzione di un "albergo moderno" situato nella frazione di Gattorna (nella quale in seguito gran parte della popolazione avrebbe parlato il tedesco), resa possibile da un abitante della zona con i denari guadagnati in Germania con il commercio dei giocattoli.
La seconda fu contemporanea, ma più lunga in termini di tempo, a quella "tedesca", ed interessò il versante atlantico oppure, caso tipico dei favalesi (gli abitanti di Favale di Malvaro) che volevano ricongiungersi ai compaesani, il versante pacifico. Questo spostamento in massa della popolazione, seppur interrotto (ma subito ripreso) dallo scoppio della prima guerra mondiale, andò a diminuire di un quinto l'intera popolazione della val Fontanabuona.

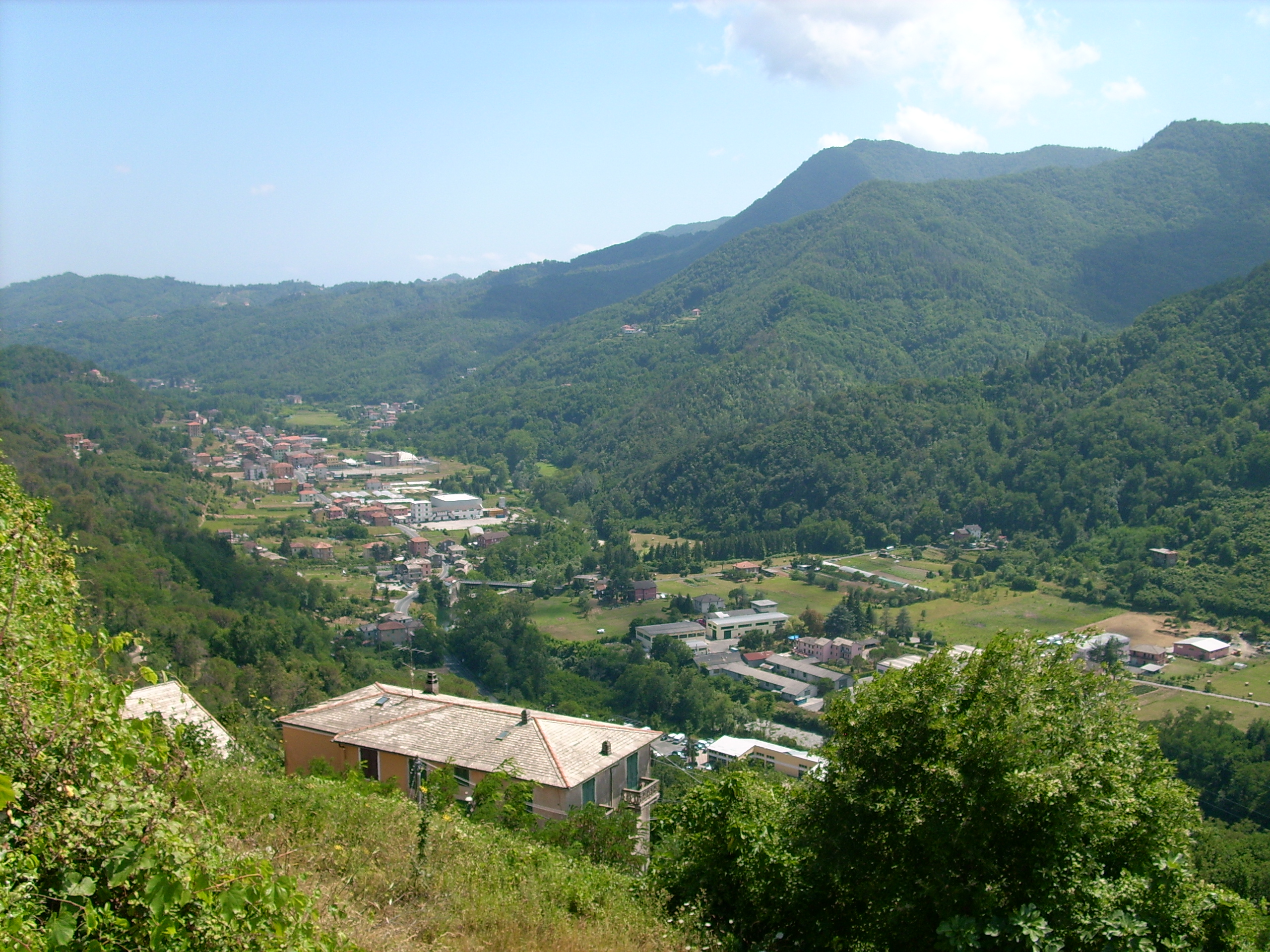
Panoramica della vallata da San Colombano Certenoli

Comunque, i paesani che attraversarono l'oceano in cerca di sorte migliore, riuscirono a poco a poco ad imporsi: chi da umile spazzino fondava una società di smaltimento di rifiuti, chi apriva pasticcerie offrendo (o spacciando per tali) tipiche prelibatezze liguri.
L'ultimo flusso migratorio, successivo al 1945, si rivolse verso regioni del Sudamerica quali il Cile.
Sebbene le distanze che dividevano i due continenti erano a quei tempi enormi, le famiglie riuscirono a tenersi strettamente in contatto con gli emigrati; la costruzione della chiesa di Ferrada di Moconesi e la ristrutturazione di quella di Gattorna furono resi possibili dai loro aiuti economici, che talvolta andavano letteralmente a riempire i portafogli di ogni abitante del paese: singolare il caso della popolazione di San Marco D'Urri (comune di Neirone), dove ad ogni abitante una famiglia emigrata ed arricchitasi nelle Americhe, spedì una somma di centinaia di dollari, una fortuna a quel tempo.
A tutto ciò si aggiungono poi migrazioni interne: antichi borghi posti a mezzacosta (più difendibili in epoca medievale) furono abbandonati, e la gente si rivolse verso i centri posti sul fondovalle, che offrivano più possibilità di occupazione oltre a un minor isolamento, oppure verso Genova e la Riviera ligure di levante.

## Cultura

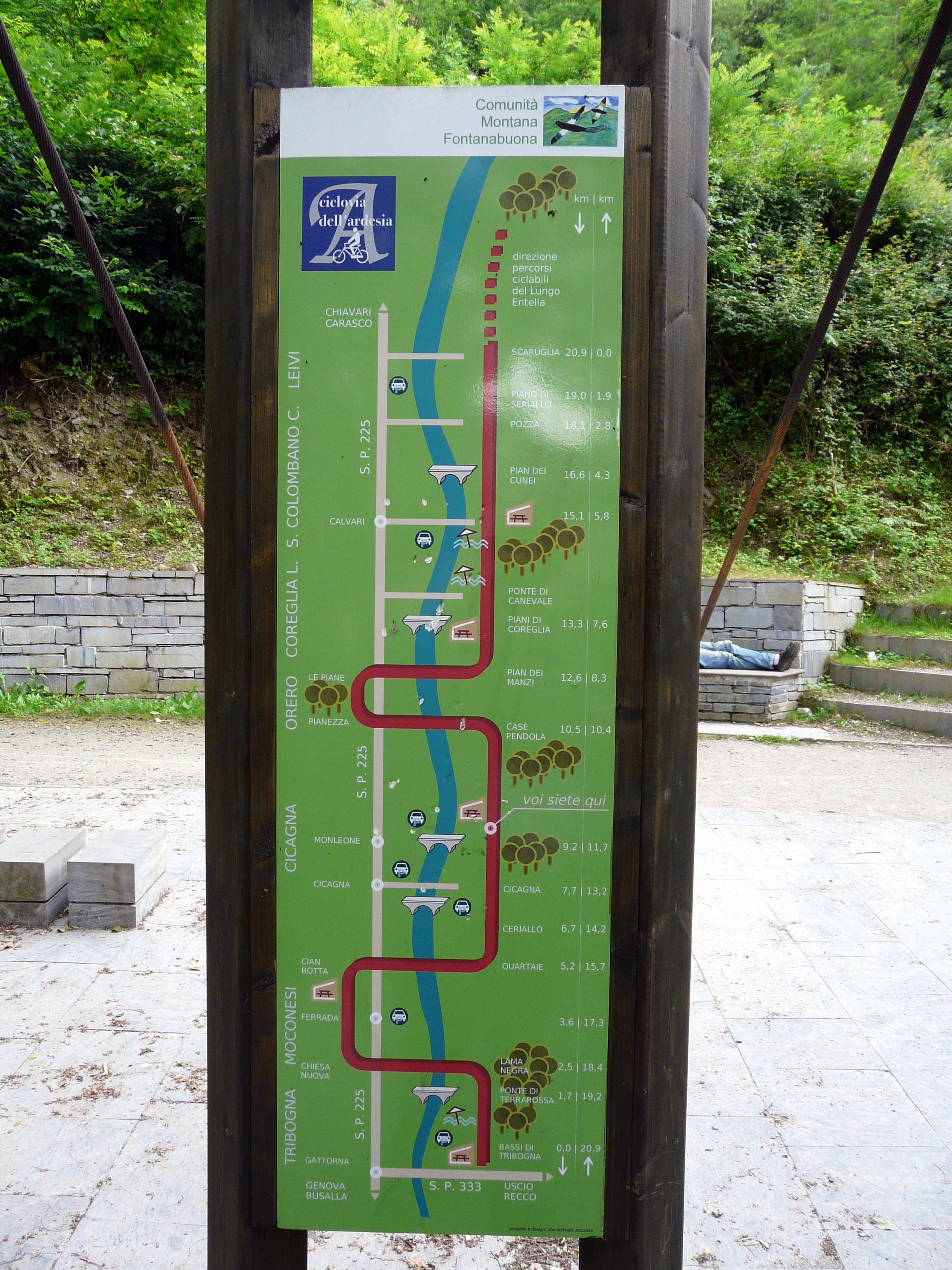
Il percorso della pista ciclabile lungo la valle ("Ciclovia dell'ardesia").

La valle Fontanabuona fa parte della zona delle Quattro Province (Alessandria, Genova, Pavia, Piacenza), area culturalmente omogenea caratterizzata dalla musica da piffero.
Il repertorio musicale è corposo, antico, trasmesso attraverso i secoli (il fifaro è citato in uno scritto del Pessagno su fatti della val Fontanabuona del 1578) comprende oltre le melodie da ballo, brani che scandivano i momenti della vita contadina.
Il più rinomato costruttore di pifferi fu Nicolò Bacigalupo, detto ü Grixiu (Cicagna, 1863-1937) attivo a Cicagna, dal 1900, dopo il suo ritorno dal Perù, fino alla sua morte. Ciò che rimane della bottega del Grixiu, gli strumenti musicali semilavorati e gli attrezzi tra cui il tornio a pedale, è conservato nel museo etnografico Ettore Guatelli di Ozzano Taro, frazione di Collecchio in provincia di Parma.
Nella valle nacque probabilmente la tradizione degli offiçiêu, candele devozionali utilizzate durante il periodo tra Ognissanti e la commemorazione dei defunti per le orazioni serali ed il rosario.

## Infrastrutture e trasporti

### Strade
La costruzione della strada della Val Fontanabuona è iniziata nel 1846 con il tronco Carasco-Gattorna lungo il torrente Lavagna e terminata nel 1934 con il tronco Ferriere-Sottocolla di Boasi.

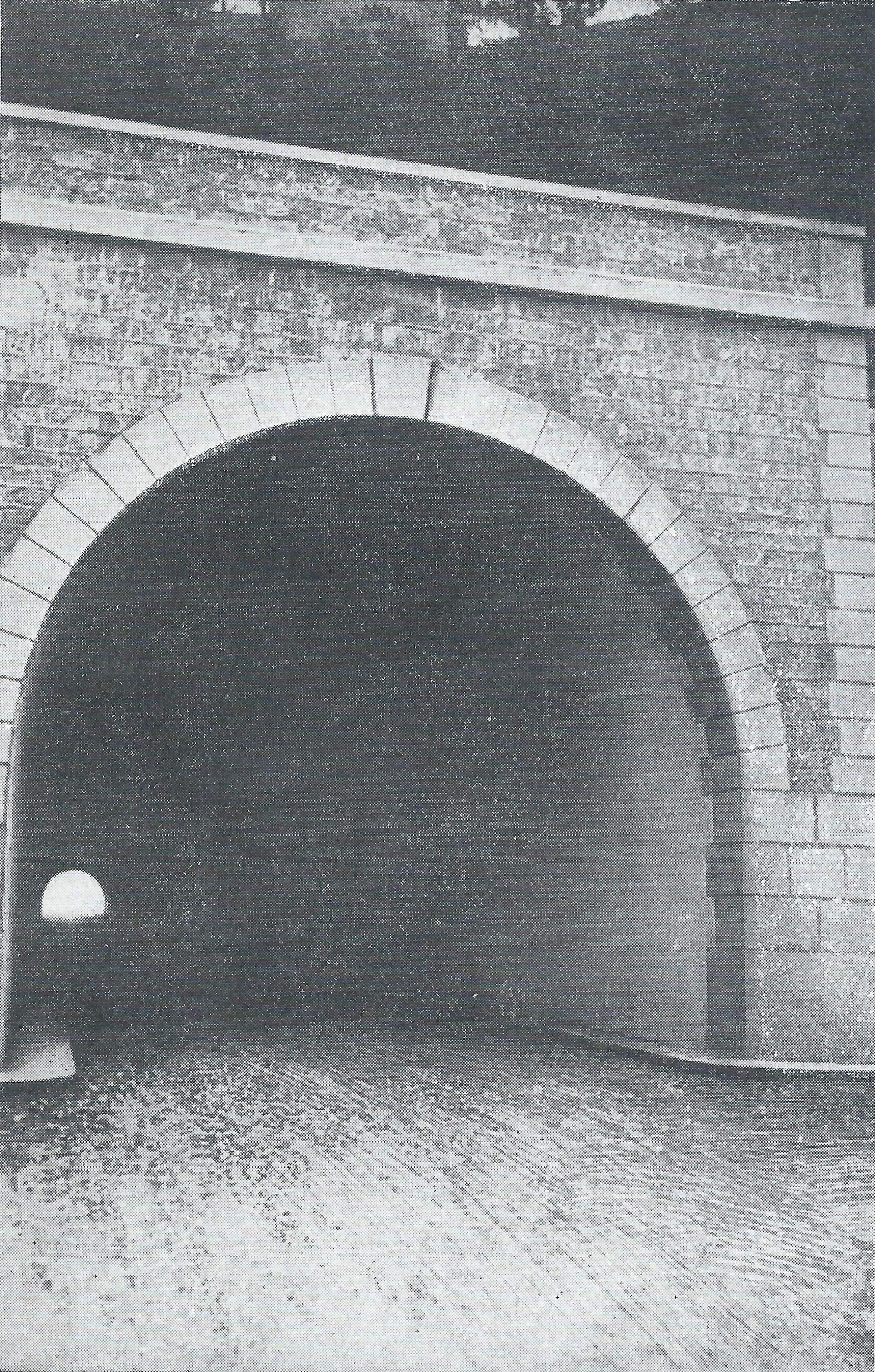
La Galleria di Boasi nel 1933 che collegò per la prima volta la Val Fontanabuona con la Val Bisagno

#### Tunnel della Val Fontanabuona
Dai primi anni 1990 è in discussione la realizzazione d'una nuova galleria autostradale tra Ferrada di Mocònesi e Rapallo, chiamata tunnel della Val Fontanabuona.
Nonostante le tante pressioni fatte dai sindaci dei comuni della valle e dalla deputata Raffaella Paita, ad oggi i lavori per la costruzione della galleria non sono ancora iniziati.
Il 15 ottobre 2021 il Ministero delle infrastrutture e della mobilità sostenibili annuncia un accordo con Società Autostrade che prevederebbe la realizzazione del tunnel della Val Fontanabuona da parte dell'azienda stessa, come opera compensativa ai cittadini liguri per i danni subìti dal crollo del ponte Morandi nell'estate 2018.La notizia è stata accolta positivamente e con cauto ottimismo dai sindaci e dagli amministratori locali della valle.
Secondo l'accordo firmato tra il ministero e la Società Autostrade, le gallerie della Val Fontanabuona dovrebbero essere pronte entro il 2030.

### Ferrovie
La valle non è servita da alcuna linea ferroviaria: l'unica stazione di riferimento è quella di Chiavari. Nel 1895 nacque a Genova un comitato composto dal mondo finanziario e commerciale della città con l'obiettivo di costruire una linea ferroviaria diretta Genova-Piacenza attraverso la Val Fontanabuona, nel 1905 venne presentato un progetto per costruire una ferrovia Genova-Borgo Val di Taro attraverso la val Fontanabuona, ma entrambi non entrarono nella fase esecutiva.

### Pista ciclabile
La "ciclovia dell'ardesia" è una pista ciclabile, lunga circa 35 km, che costeggiando tramite sentieri sterrati e asfaltati in buona parte il percorso del fiume Entella (nella zona a sud), e quindi del torrente Lavagna inoltrandosi nella valle, permette un collegamento bici "costa-entroterra" dalla zona di Lavagna fino alla località Bassi di Tribogna.
Nel 2012, in collaborazione con la Regione Liguria, è stata promossa una manifestazione per la riscoperta di questa pista ciclabile fontanina - una delle più lunghe del territorio regionale - tra visite guidate ai borghi e località che la "ciclovia dell'ardesia" attraversa e degustazione di prodotti tipici del territorio.